# فستوكة جمشتية
الفستوكة الجمشتية  نوع نباتي يتبع جنس الفستوكة من الفصيلة النجيلية.

## الوصف النباتي
النبات عشبي قائم ينمو في حُزم.